# Виселки (Асекеєвський район)
Ви́селки (рос. Выселки) — присілок у складі Асекеєвського району Оренбурзької області, Росія.

## Населення
Населення — 90 осіб (2010; 113 у 2002).
Національний склад (станом на 2002 рік):
- росіяни — 72 %